# Maret-Mai Otsa
Maret-Mai Otsa  (Kohtla-Järve, Estonia, 22 de enero de 1931-2 de mayo de 2020) fue una jugadora de baloncesto soviética. Consiguió 6 medallas en competiciones oficiales con URSS.